# خیابان برنائر

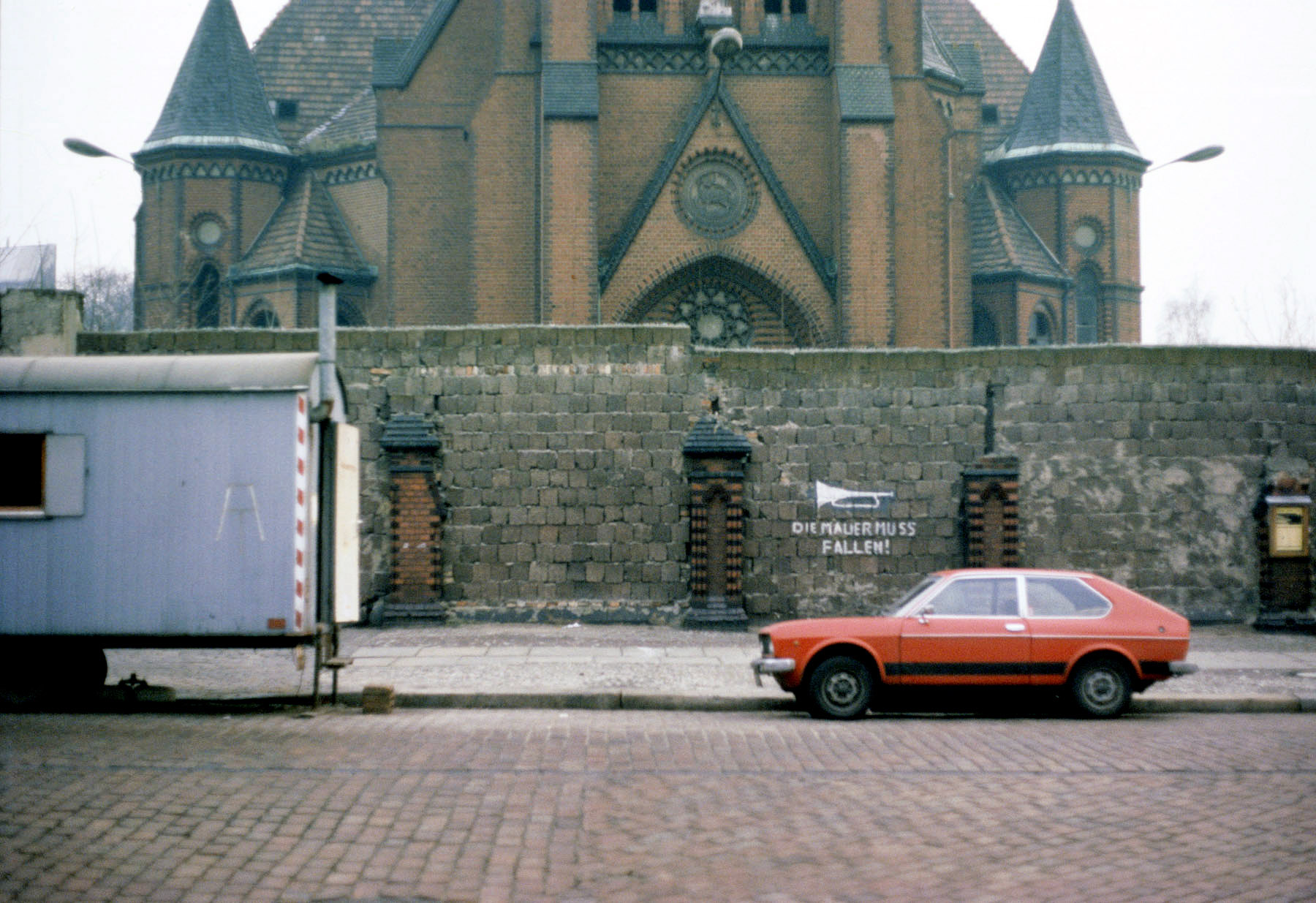
خیابان برنائر در سال ۱۹۷۸ و کلیسای آشتی در سمت شرقی برلین. این کلیسا در سال ۱۹۸۵ در برلین شرقی تخریب شد، اما دوباره در سال ۲۰۰۰ با نام نمازخانه آشتی بازسازی شد.

خیابان برنائر یا Bernauer Straße خیابانی از برلین است که بین محله‌های گزوندبرونن و میته واقع شده‌است و امروز هر دو متعلق به منطقه میته هستند. این خیابان از مائور پارک در محله پرزنتسلاوربرگ شروع می‌شود و به نوردبانهوف ختم می‌شود. نام این خیابان به شهر برنا بای برلین، واقع در ایالت براندنبورگ اشاره دارد.
دیوار برلین که در سال ۱۹۶۱ برپا شده بود به این خیابان شهرت بخشید. دیوار به موازات خیابان برنائور و در جنوب آن کشیده شده بود و خود خیابان بخشی از برلین غربی به حساب می‌آمد. به این معنی که ساختمان‌هایی که در ضلع جنوبی خیابان بودند در برلین شرقی قرار داشتند اما پنجره‌هایشان به برلین غربی باز می‌شد. بعد از تکمیل دیوار برلین، چندین نفر حین فرار به سمت غرب در این خیابان جان خود را از دست دادند.

## نگارخانه

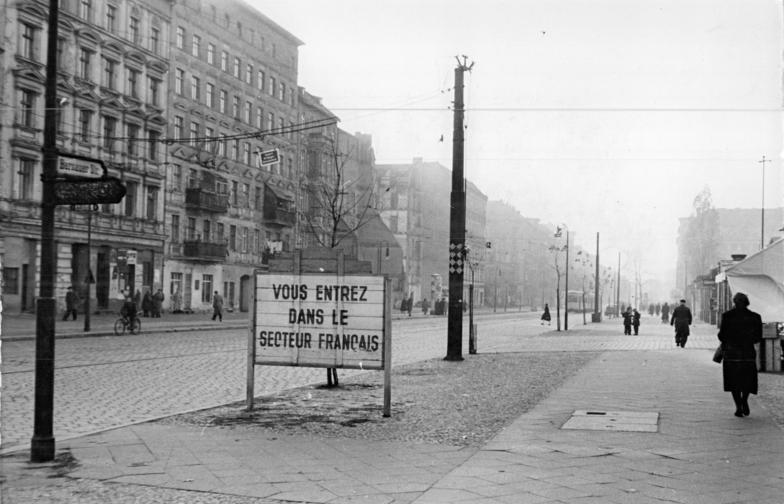
خیابان برنائر در سال ۱۹۵۵
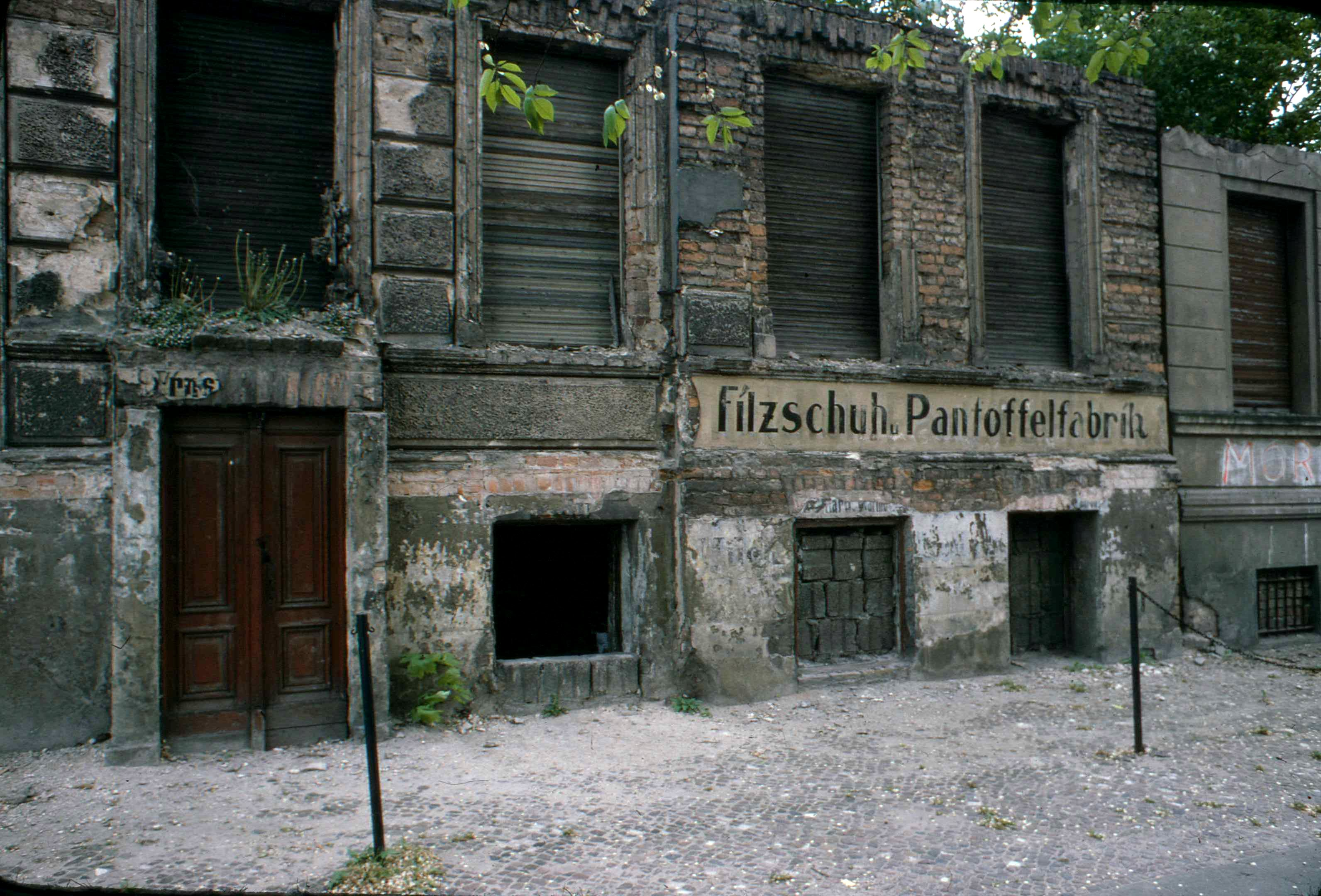
پنجره‌ها و درهای آپارتمان‌های روبروی خیابان برنائر قبل از خراب شدن مسدود و دیوار برلین جای آنها را گرفت. این آپارتمان‌ها در برلین شرقی بودند در حالی که درها و پنجره‌های آنها به برلین غربی باز می‌شد.
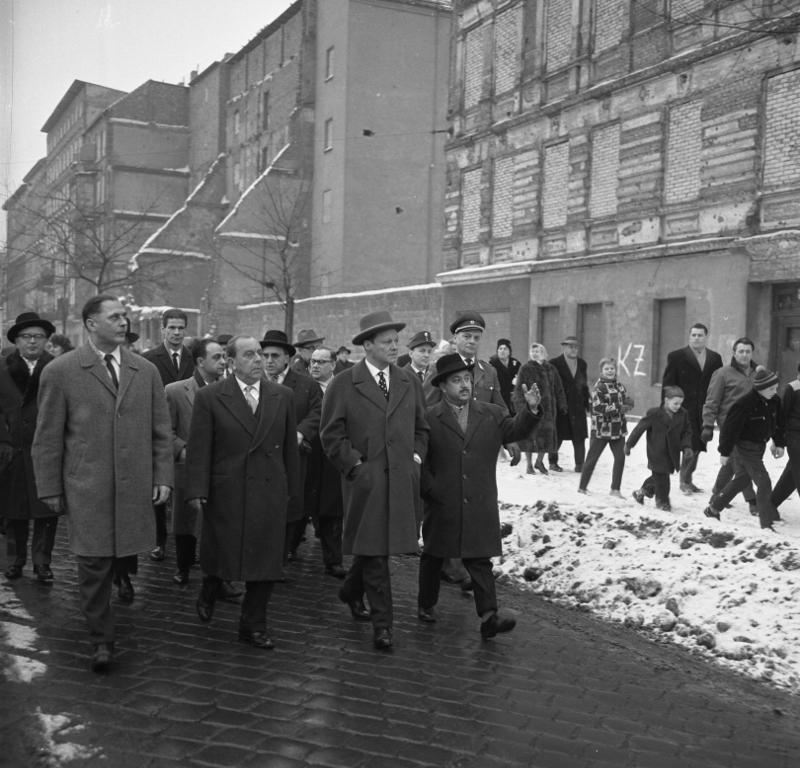
در سال ۱۹۶۳ ویلی برانت ، شهردار برلین غربی و فاضل کوچوک معاون رئیس جمهور قبرس به خیابان برنائر سر می‌زنند. نمای آپارتمان‌ها به برلین غربی مسدود شده‌اند.
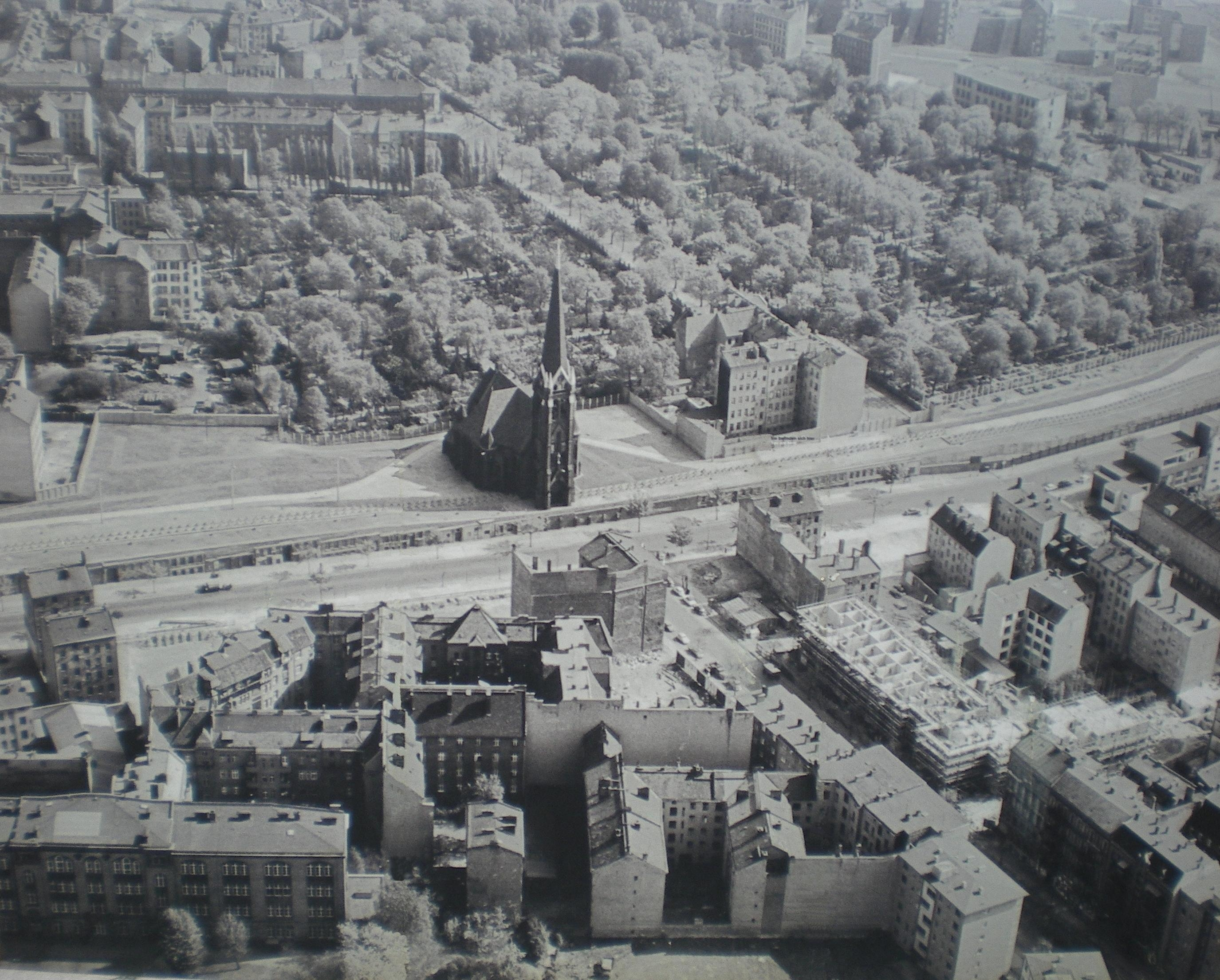
نمای هوایی از خیابان برنائر که دیوار و «نوار مرگ» را در پشت دیوار درون برلین شرقی نشان می‌دهد. درست در داخل برلین شرقی کلیسای آشتی وجود دارد که بعداً تخریب شد.
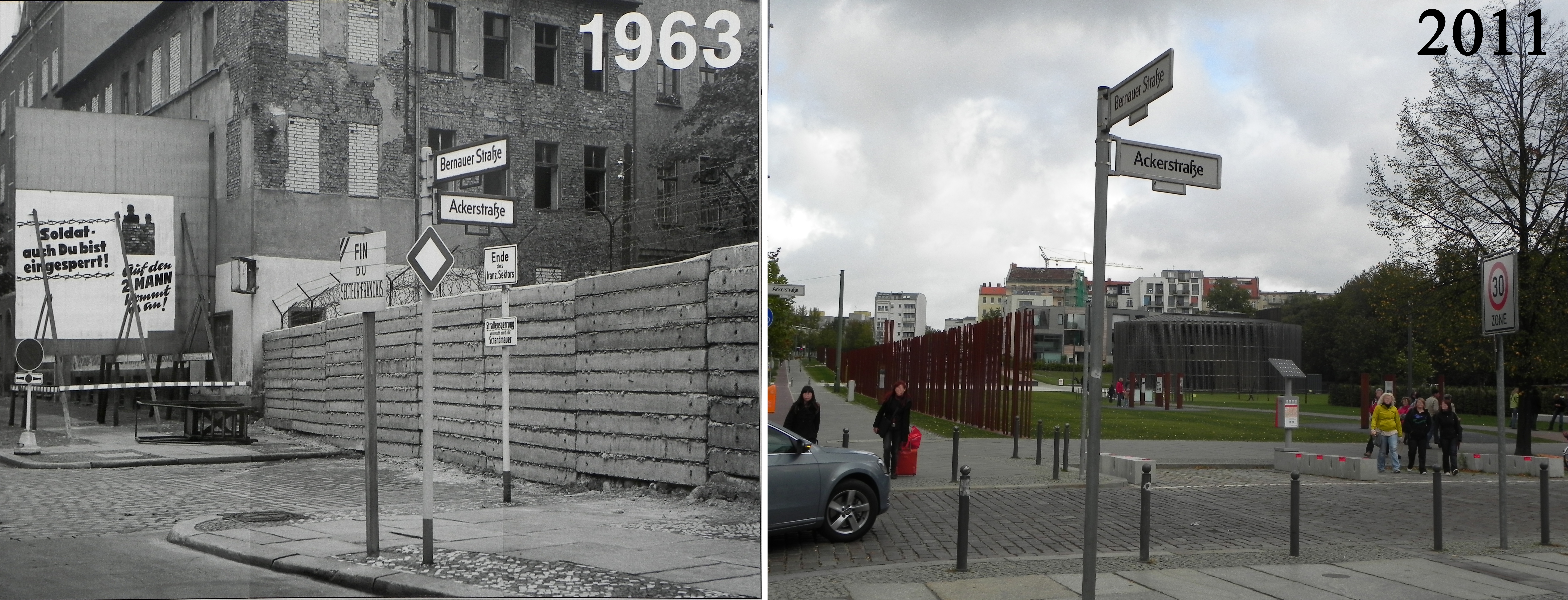
دیوار در تقاطع خیابان آکر در سال ۱۹۶۳ (سمت چپ) و ۲۰۱۱.
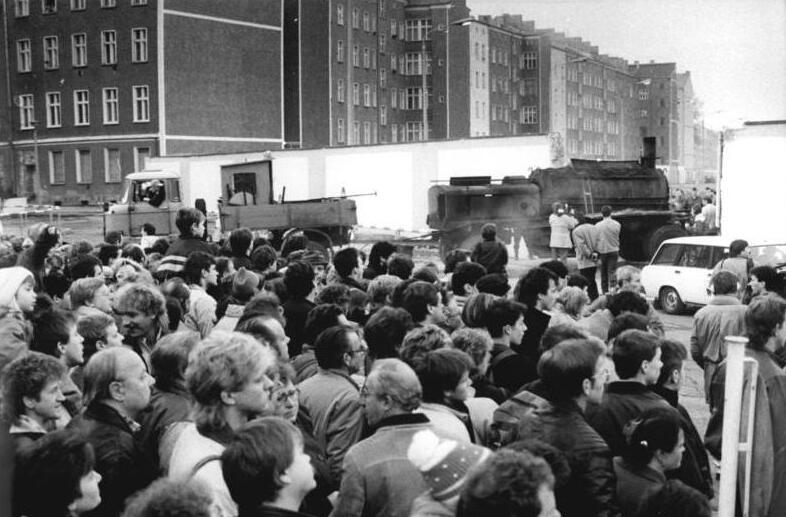
جمعیت زیادی که در روز فروپاشی دیوار برلین منتظر عبور از مرز بین برلین غربی (جلوی تصویر) و برلین شرقی (پشت دیوار) در ۱۱ نوامبر ۱۹۸۹ هستند
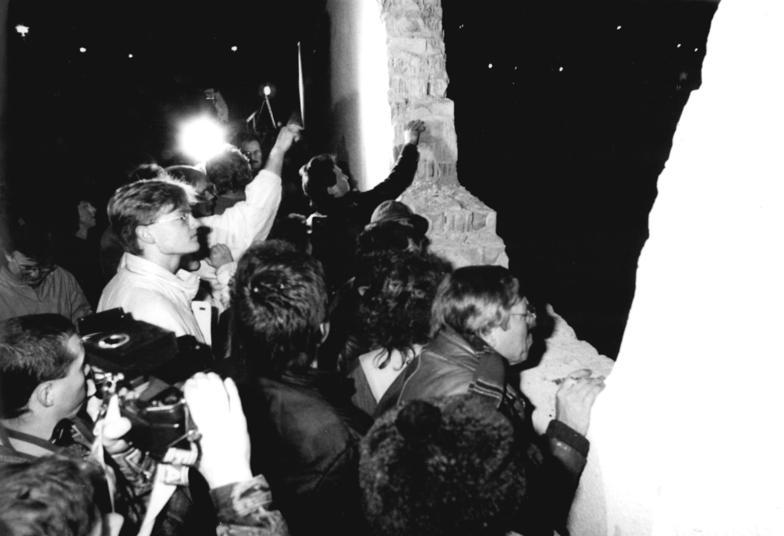
جمعیتی که مشغول بودند تا دهانه دیوار مرزی را برای گذرگاه مرزی در شب ۱۰ نوامبر ۱۹۸۹ ایجاد کنند. این گذرگاه در ساعت ۸ صبح روز بعد باز شد.
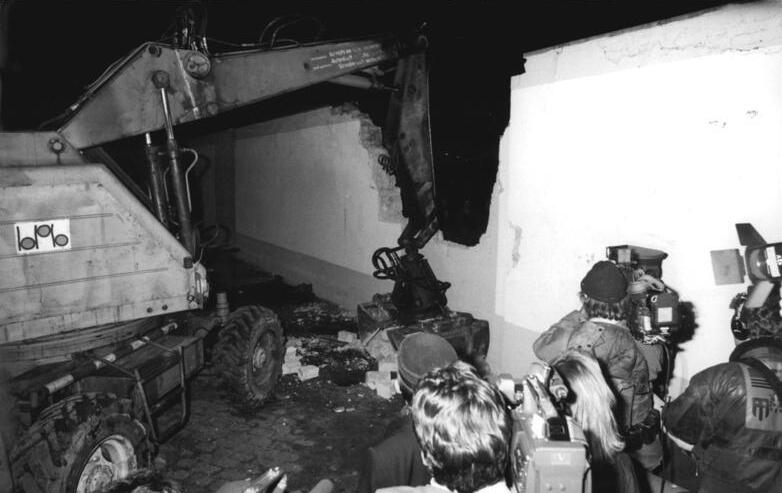
عصر روز ۱۰ نوامبر ۱۹۸۹ دیوار برلین در خیابان برنائر فرو ریخت.
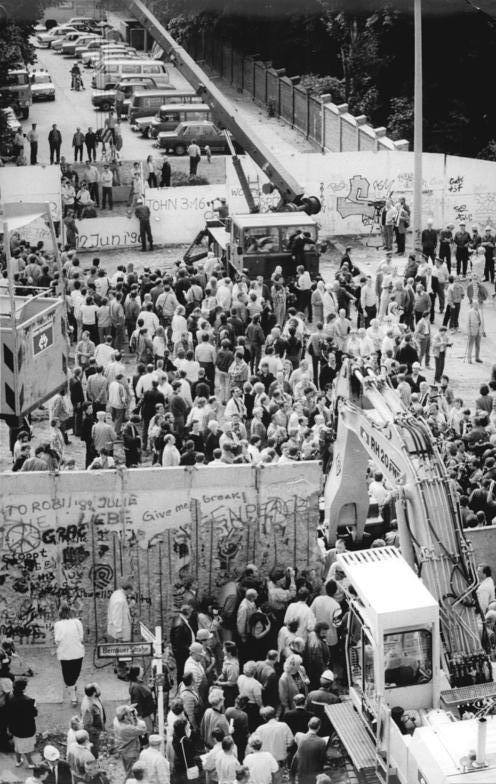
تخریب دیوار برلین در محل اتصال با خیابان آکر در ژوئن ۱۹۹۰.
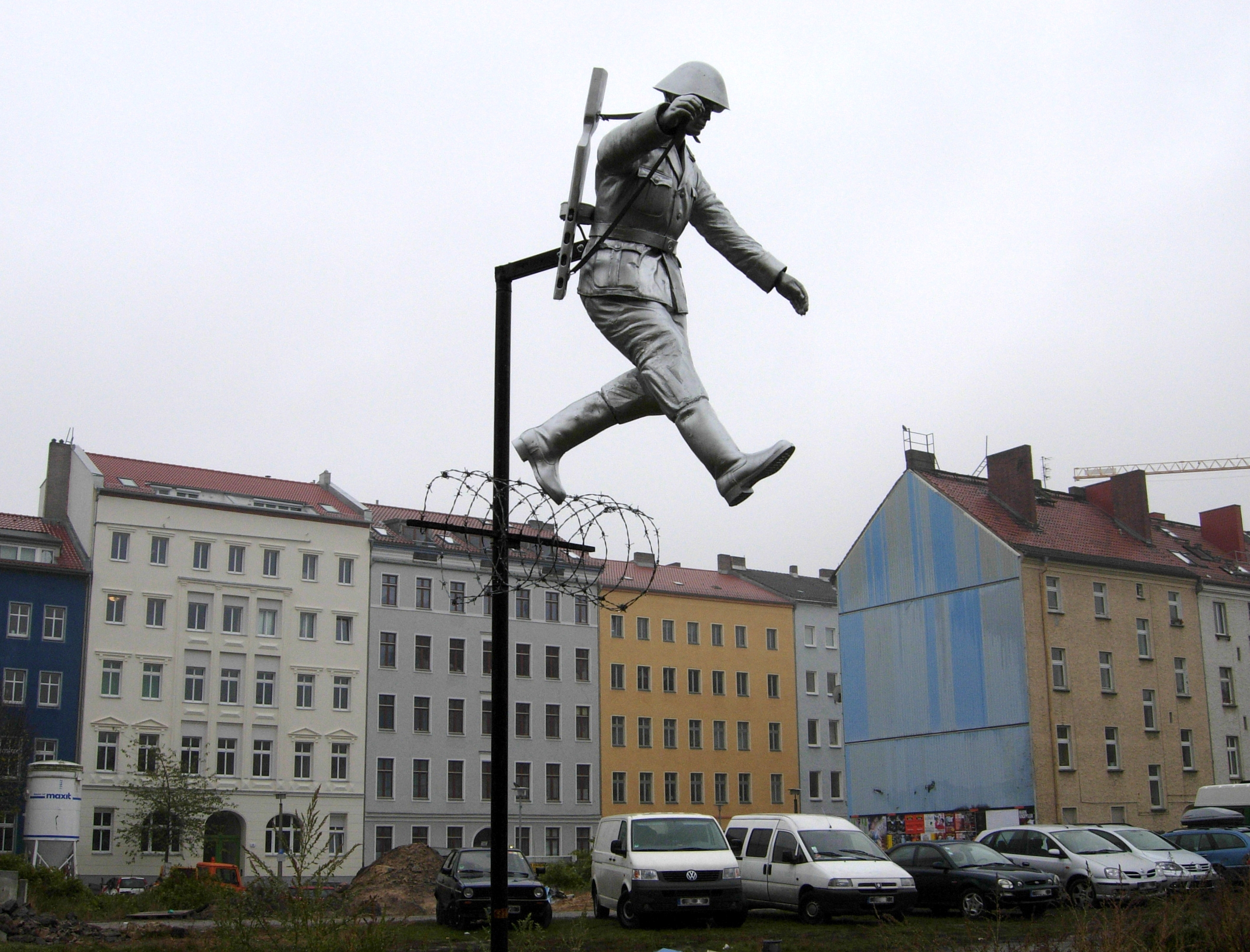
مجسمه ای در تقاطع خیابان روپینر و خیابان برنائر جایی که فرار تاریخی سرباز آلمان شرقی کنراد شومان در آنجا رخ داد ، او در روز ۱۵ اوت ۱۹۶۱ زمانی که هنوز دیوار احداث نشده بود، از سیم خاردار بین برلین شرقی و غربی عبور کرد و وارد آلمان غربی شد
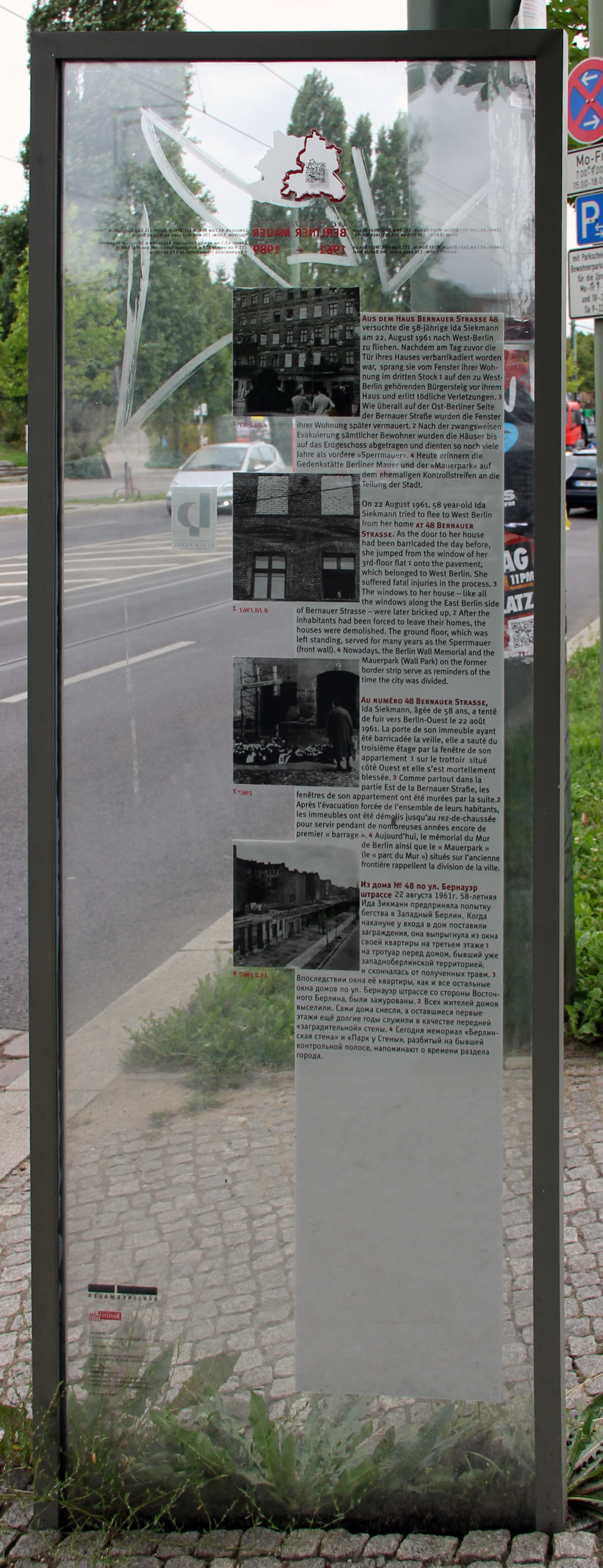
پلاک یادبود آپارتمان شماره ۴۸ خیابان برنائر. شماره خانه ای که ایدا زیکمان پس از پریدن از پنجره طبقه سوم هنگام تلاش برای فرار از برلین شرقی کشته شد.
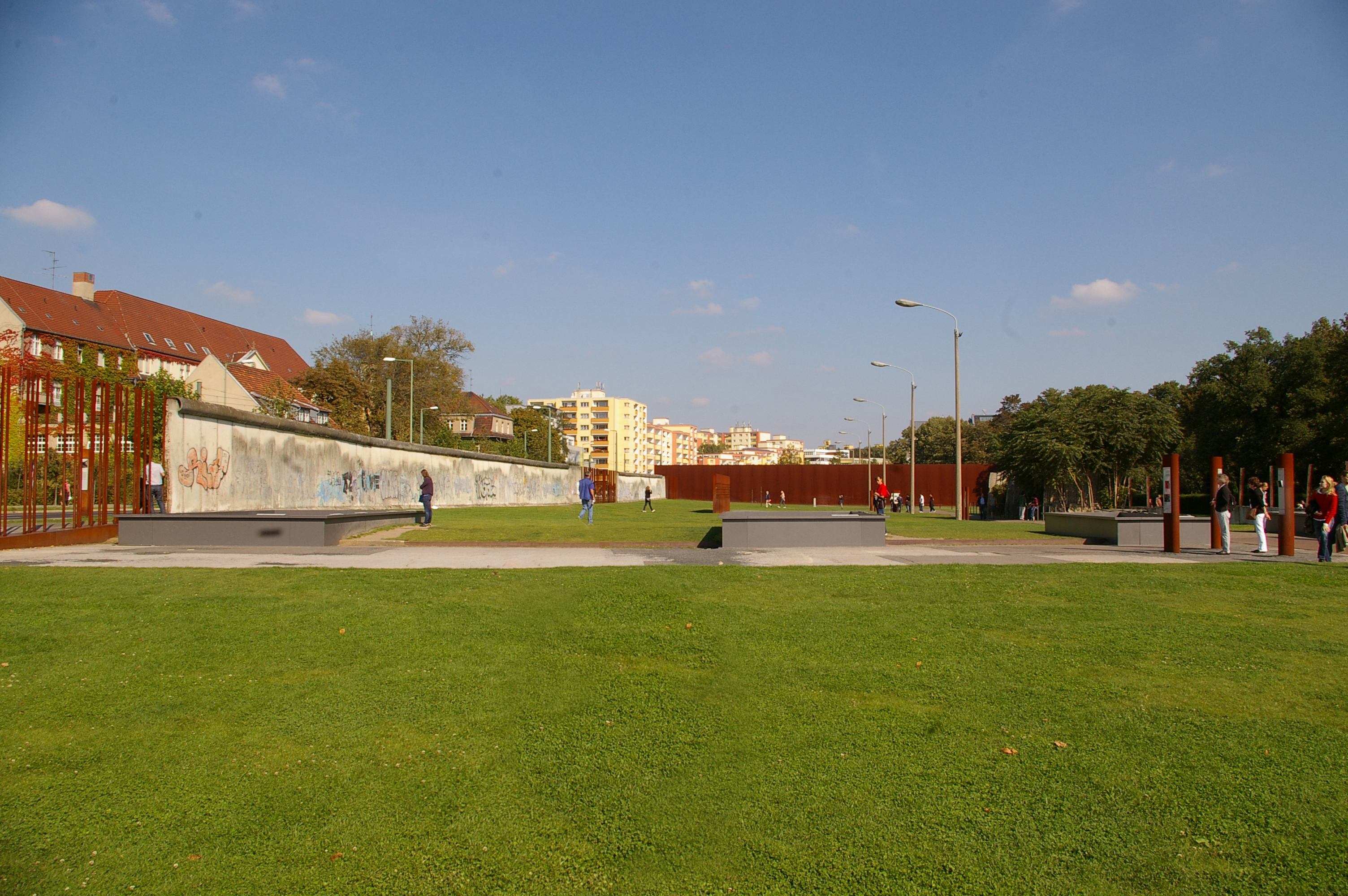
یادبود دیوار برلین در خیابان برنائر
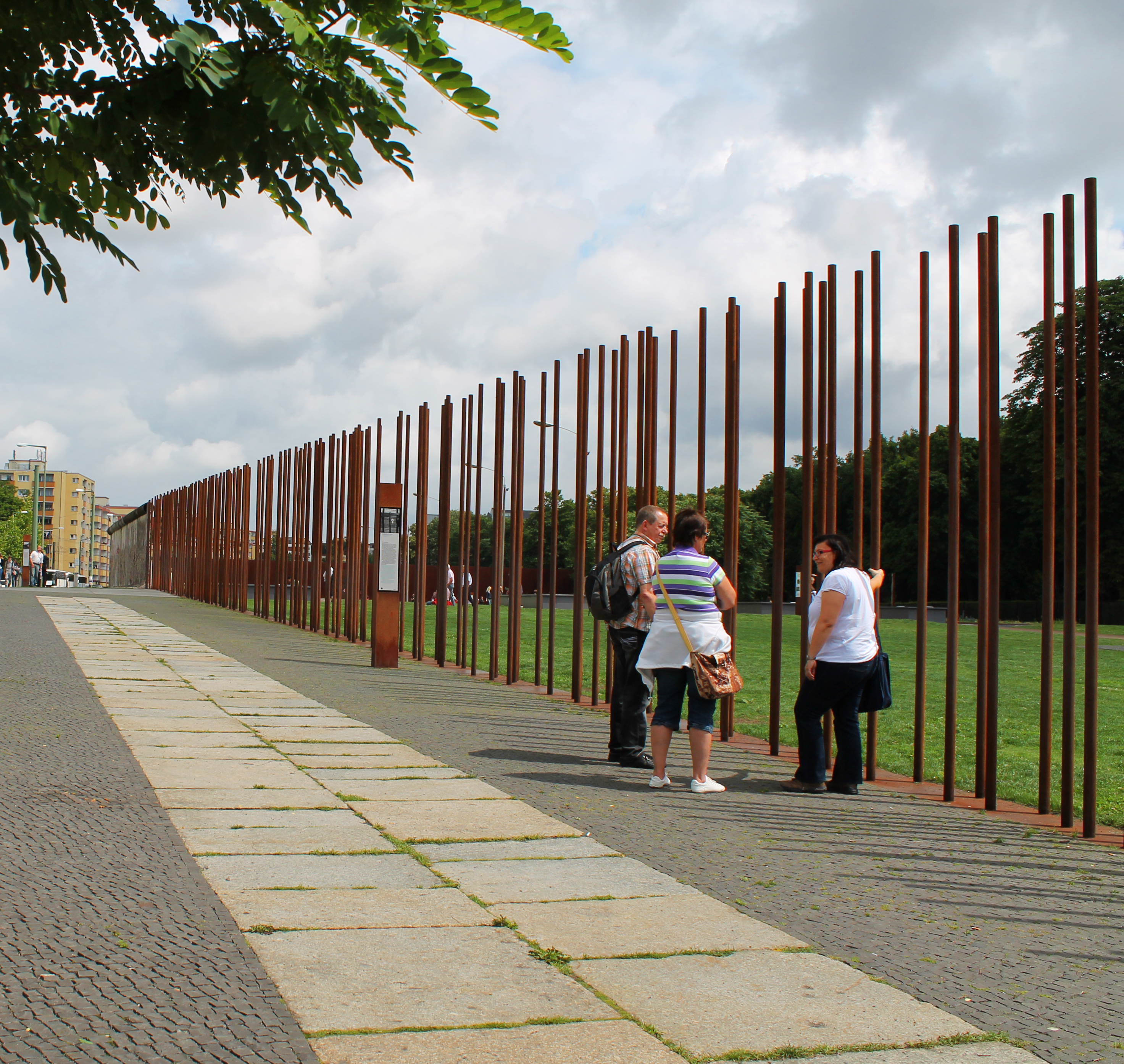
مکان دیوار برلین در خیابان برنائر